# Raul Dominguez
Raúl Domínguez, né le 15 avril 1956, est un ancien arbitre américain de football. Il a été arbitre international de 1990 à 1997.

## Carrière
Il a officié dans des compétitions majeures :
- Coupe du monde de football des moins de 20 ans 1991 (2 matchs)
- Gold Cup 1993 (1 match)
- Copa América 1995 (1 match)